# サーキュレン

[7]サーキュレン

サーキュレン(circulenes)は、複数のベンゼン環が環状に縮合（縮環）した化合物の総称である。ヘリセンと同様に、繋がったベンゼン環単位の数を[ ]に入れて、[n]サーキュレンと書き表す。現在まで、[5]サーキュレン（コランニュレン）、[6]サーキュレン（コロネン）、[7]サーキュレン(セプチュレン)、[12]サーキュレン（ケクレン）が合成されている。[5]サーキュレンはお椀型、[6]サーキュレンと[12]サーキュレンは平面型であるのに対し、[7]サーキュレンは鞍型のユニークな分子構造を持つ。
[6]サーキュレン（コロネン）は天然にも存在するが、1932年ショールとマイヤーらによって合成された。[5]サーキュレン（コランヌレン）は1971年ロートンらによって、[7]サーキュレンは山本・中崎らにより1983年に合成が達成されている。[4]サーキュレンはひずみが大きいため合成不可能とも思われたが、2010年にキングらのグループによって誘導体の合成が報告され、ラテン語で4を意味する"quadra"からクアドラニュレン（quadrannulene）と命名された。クアドラニュレンはボウル状の凹んだ構造を持つ。